# 高山竹林園
高山竹林園（たかやまちくりんえん）は、奈良県生駒市高山町にある市営の公園。高山茶筌（ちゃせん）や茶道具、編み針をはじめとする、地場産業の竹製品を紹介する資料館を中核施設としている。このほか、竹の生態園、茶室、多目的広場、ゲートボール場なども設置されている。また、本園では毎年10月に竹の造形物をろうそくの明かりで浮かび上がせる「高山 竹あかり」など、竹製品と観光を結び付けた活動も行われている。

## 概要

### 設置の背景
生駒市高山町は、経済産業大臣指定伝統的工芸品「高山茶筌」の産地で、茶筌の全国生産シェア90%以上を占め、「茶筌の里」とうたわれる。
茶筌は室町時代中期に当地（大和国添下郡高山村）の領主であった鷹山氏（高山氏）出身の宗砌（そうぜい）が考案したとされ、近代まで鷹山氏やその家臣による一子相伝の技術とされてきた。
高山町では茶筌のほか、茶杓、花器などの茶道具の生産が盛んであり、明治時代以後は伸子針や手芸針など竹製編み針生産も行われている。高山竹林園はこれら竹製品のPRや振興とともに、市民の文化と教養を図るために建設された施設で、1989年（平成元年）7月28日に開設された。

### 施設概要
敷地内には、竹工芸に関する資料館や、茶室「竹生庵」、日本庭園や、多数の品種が見られる竹の生態園などが配されている資料館は、展示室のほか、茶筌の制作実演コーナー、研修室を備えている。
- 休館日：年末年始（12月27日-1月5日）
- 利用時間：午前9時-午後5時
- 運営：奈良県高山茶筌生産協同組合（指定管理）

### 高山　竹あかり
室町時代から500年ほどの歴史をもつ茶筌づくりをはじめ、茶道具、編針など、竹を原材料とした工芸品を地場産業とする生駒市高山地区では、毎年10月に「竹」や「あかり」をテーマとした「高山　竹あかり」が開催されており、2017年に21回目を迎えた。過去には、奈良県立大学広報チーム（高津ゼミと神吉ゼミの学生を中心とした組織）が竹の造形物の制作過程や、イベント当日の見どころをFacebookページ「高山　竹あかり」で発信した。

## ギャラリー

枯山水
竹林
円楽寺跡
竹種類
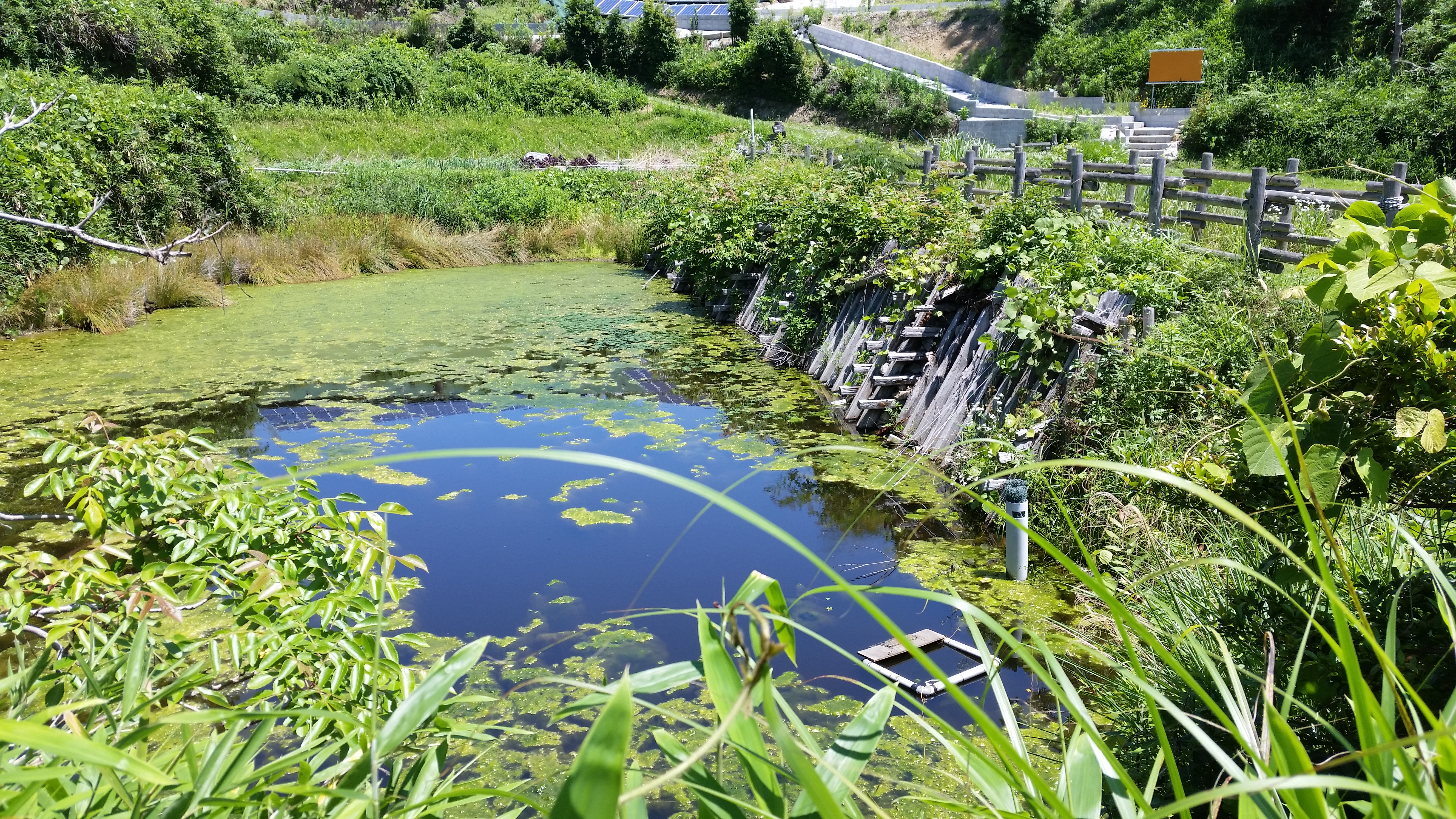
庭園の池
園内
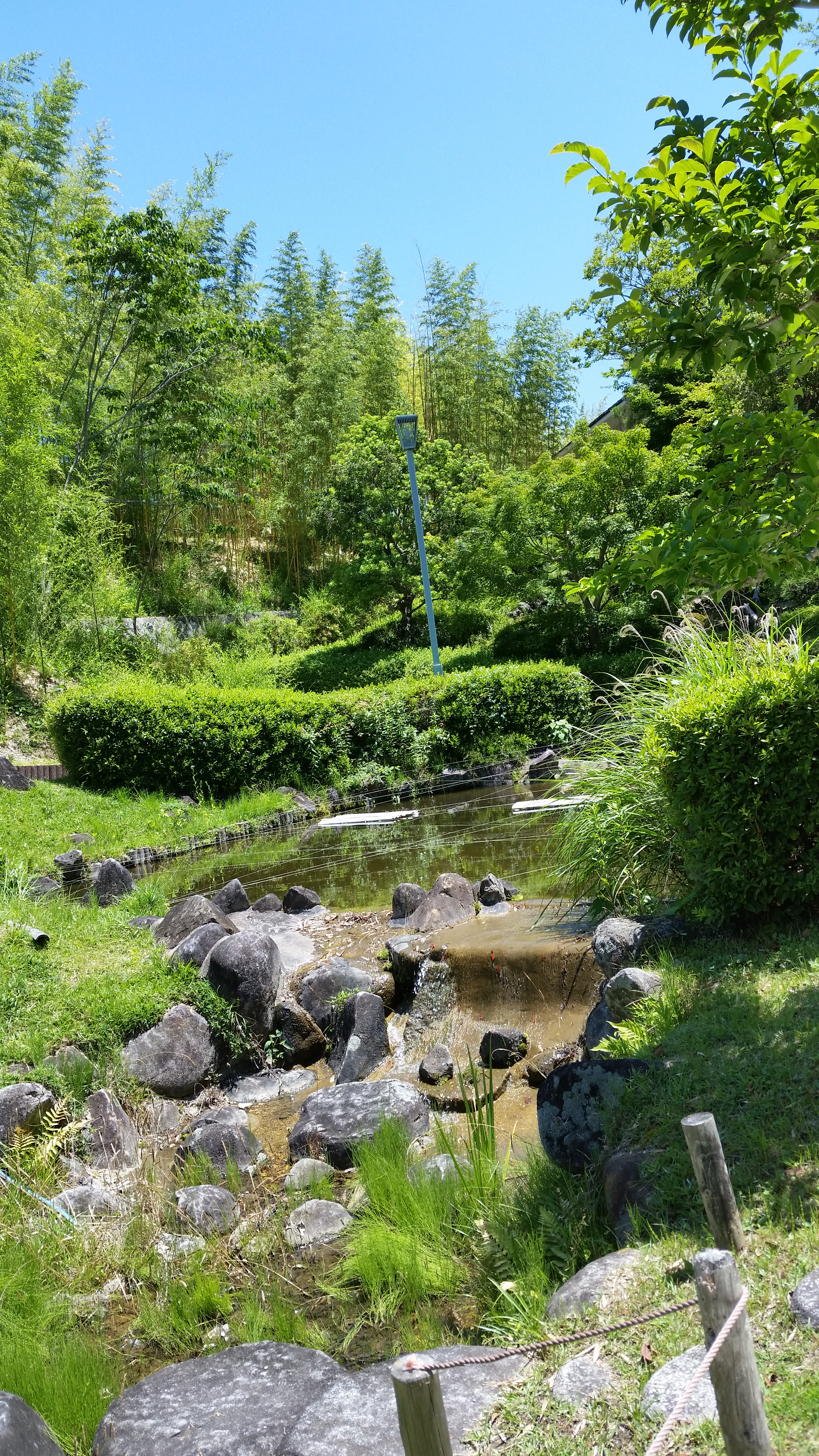
園内1
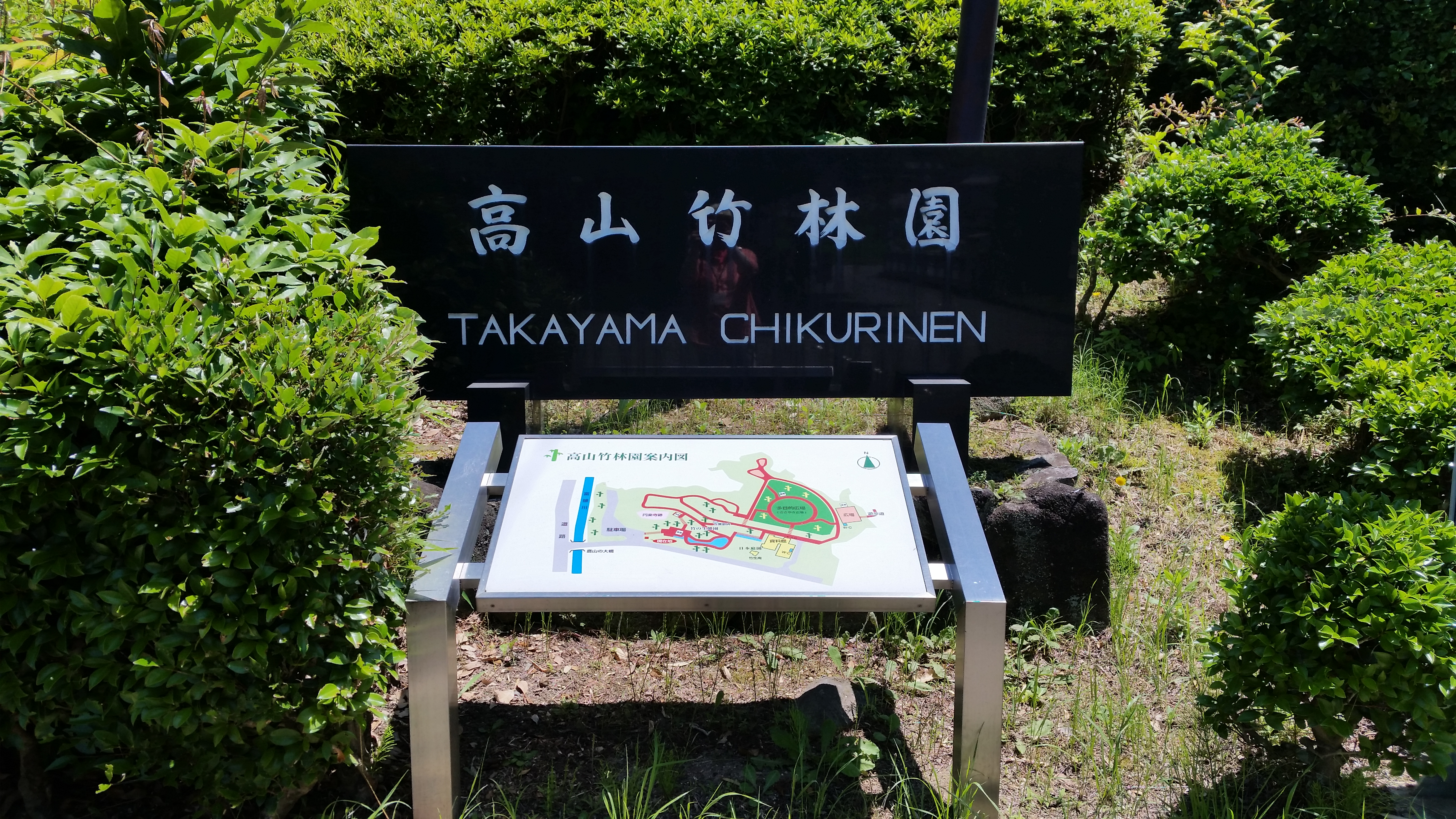
園内2
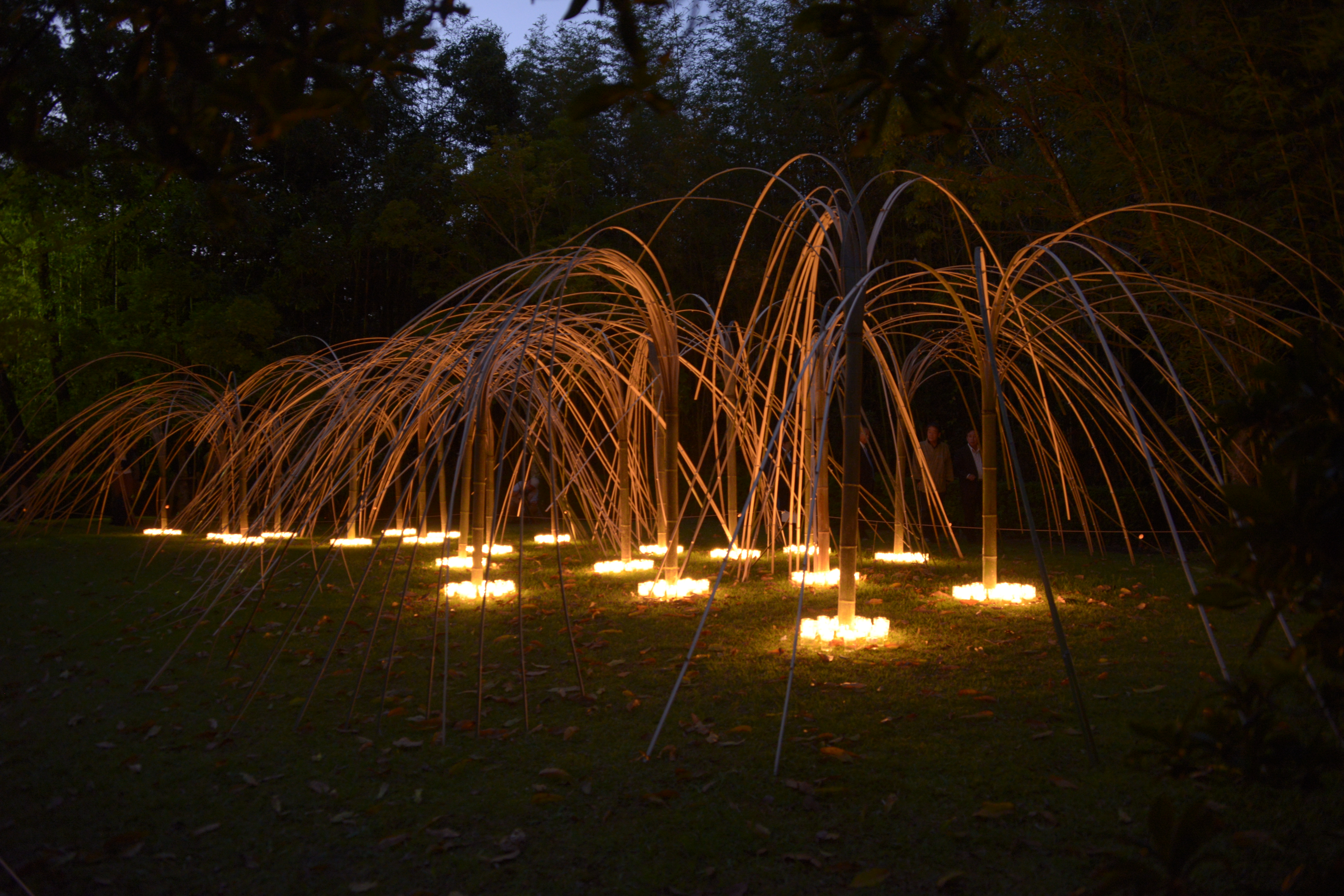
高山竹あかり1
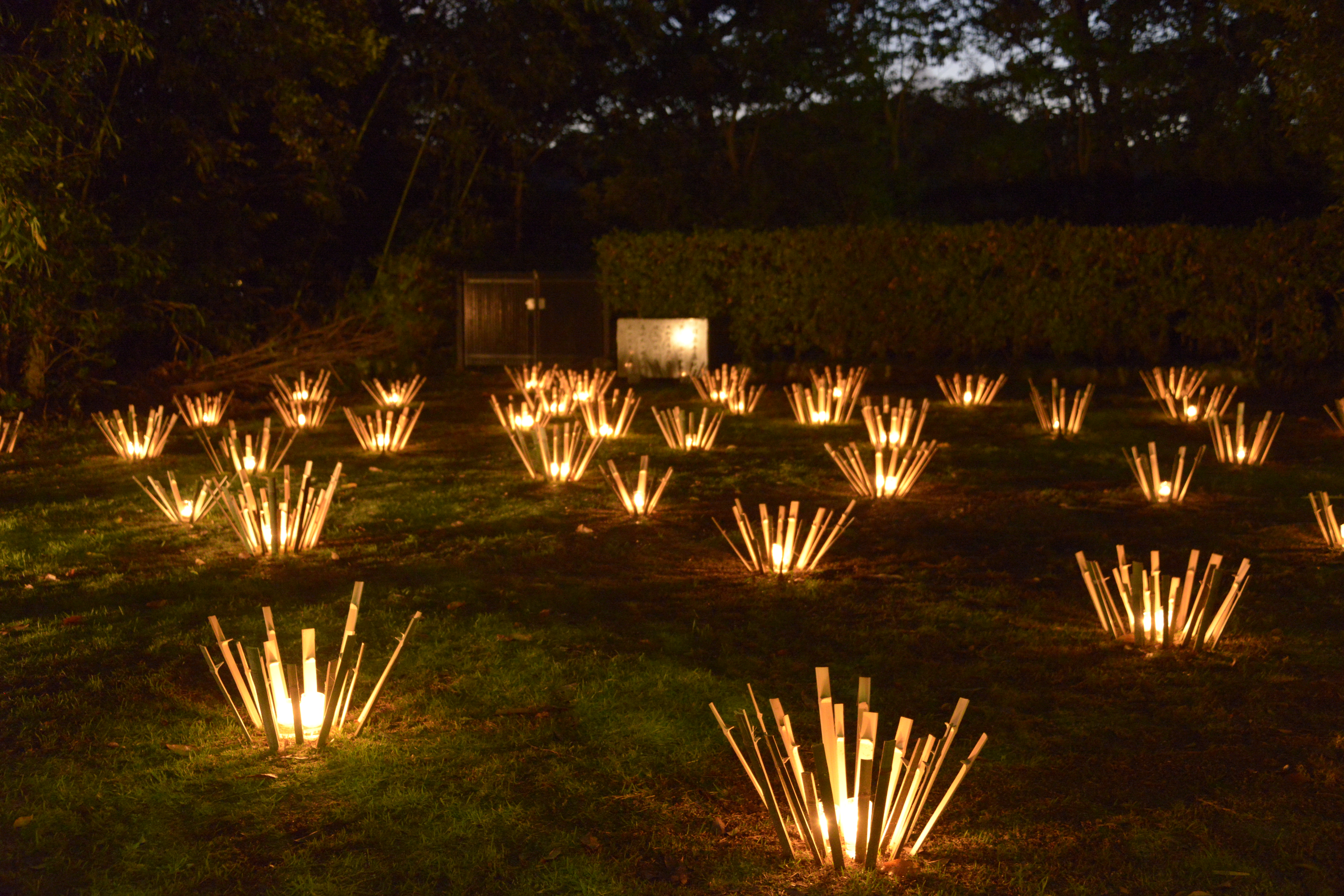
高山竹あかり2
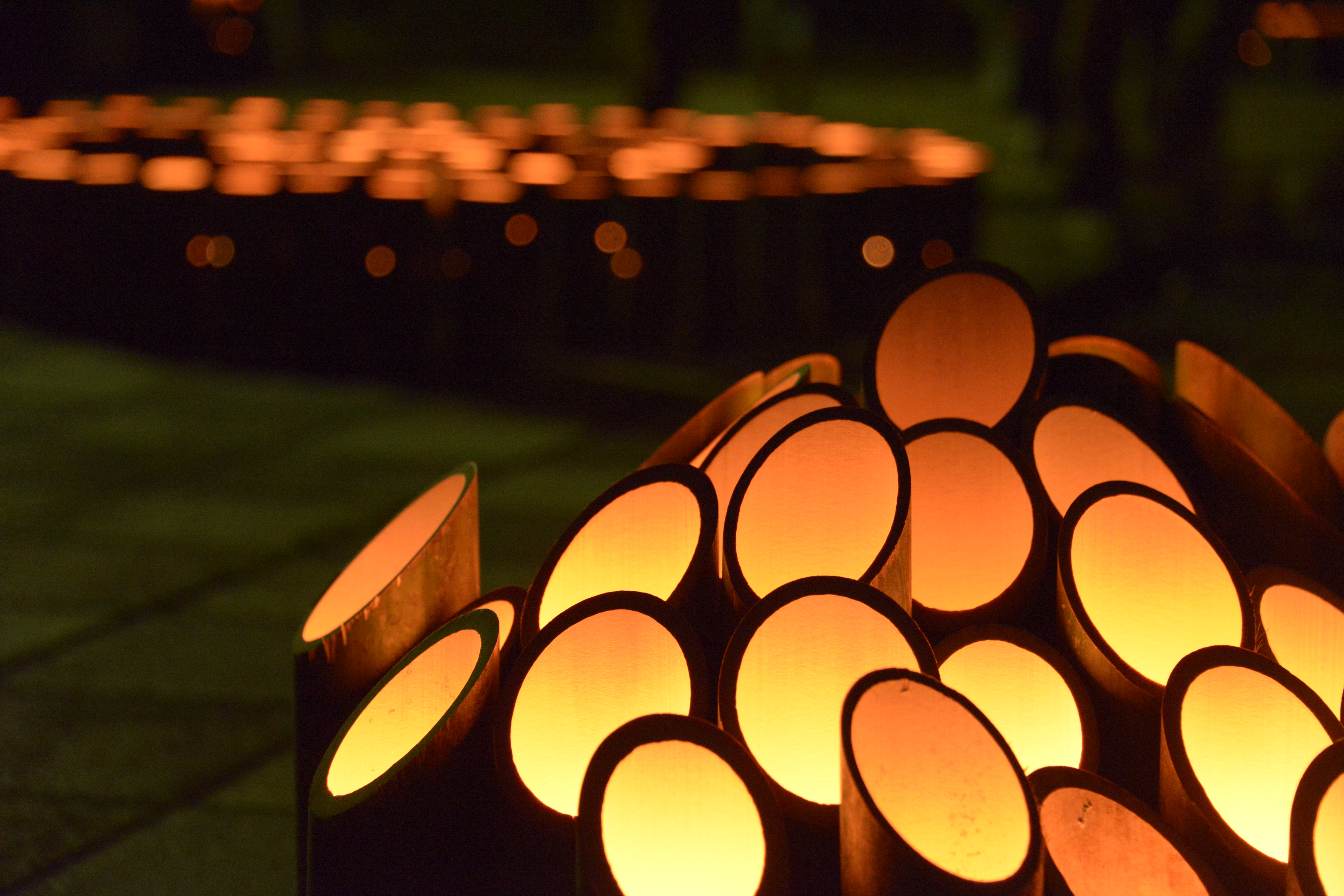
高山竹あかり3

## 交通アクセス
- 近鉄奈良線富雄駅から、あるいは近鉄けいはんな線学研北生駒駅からバス（奈良交通）でそれぞれ約30分および約10分の上大北（かみおぎた）下車、徒歩5分[14]。